# WTA Elite Trophy 2019
Il WTA Elite Trophy 2019 è stato un torneo di tennis femminile facente parte del WTA Tour 2019. È stata la quinta edizione del torneo che si è giocato all'Hengqin International Tennis Center di Zhuhai, in Cina, sui campi in cemento al coperto, dal 22 al 27 ottobre 2019.

## Format del torneo
Il torneo singolare è composto da dodici giocatrici, di cui una wild card, divise in quattro gruppi con la formula del round robin. Vi partecipano le giocatrici che si sono classificate dalla nona alla diciannovesima posizione del ranking. Le vincitrici di ogni gruppo avanzano alle semifinale, le cui vincitrici avanzano alla finale. Per il torneo di doppio le sei coppie vengono divise in due gruppi e le vincitrici di ogni gruppo si affrontano nella finale.

## Punti e montepremi
Il montepremi del WTA Elite Trophy 2019 ammonta a 2 419 844$.
| Fase                                | Singolare      | Singolare | Doppio2       | Doppio2 |
| Fase                                | Montepremi     | Punti     | Montepremi    |         |
| ----------------------------------- | -------------- | --------- | ------------- | ------- |
| Campionessa/e                       | RR1 + 500 000$ | RR + 460  | RR1 + 21 509$ |         |
| Finale                              | RR + 150 000$  | RR + 200  | RR1 + 11 000$ |         |
| Semifinale                          | RR + 14 727$   | RR        | N.D.          |         |
| Round Robin per vittoria            | N.D.           | 120       | + 5 400$      |         |
| Round Robin per sconfitta           | N.D.           | 40        | N.D.          |         |
| Prima qualificata del Round Robin   | 155 000$       | N.D.      | N.D.          |         |
| Seconda qualificata del Round Robin | 80 000$        | N.D.      | N.D.          |         |
| Partecipazione                      | 45 000         | N.D.      | 16 500$       |         |
| Alternate                           | 10 000$        | N.D.      | N.D.          |         |

*1 Vittorie e punti guadagnati nel round robin.

*2 Nel doppio non si conquistano punti per il ranking.

## Qualificate

### Singolare
| Seeding | Ranking | Giocatrice        | Punti | Tornei |
| ------- | ------- | ----------------- | ----- | ------ |
| 1       | 10      | Kiki Bertens      | 3.870 | 25     |
| 2       | 12      | Sofia Kenin       | 2.615 | 23     |
| 3       | 13      | Madison Keys      | 2.607 | 14     |
| 4       | 14      | Aryna Sabalenka   | 2.520 | 23     |
| 5       | 15      | Petra Martić      | 2.458 | 17     |
| 6       | 18      | Elise Mertens     | 2.190 | 25     |
| 7       | 19      | Alison Riske      | 2.185 | 23     |
| 8       | 20      | Donna Vekić       | 2.185 | 22     |
| 9       | 22      | Maria Sakkarī     | 1.741 | 22     |
| 10      | 24      | Dayana Yastremska | 1.720 | 23     |
| 11      | 26      | Karolína Muchová  | 1.624 | 14     |
| 12      | 40      | Zheng Saisai [WC] | 1.355 | 26     |

#### Alternate
| Numero | Ranking | Giocatrice               | Punti | Tornei |
| ------ | ------- | ------------------------ | ----- | ------ |
| 1      | 27      | Anastasija Sevastova     | 1.617 | 24     |
| 2      | 30      | Anastasia Pavlyuchenkova | 1.560 | 22     |

#### Ritirate
| Ranking | Giocatrice          | Punti | Tornei |
| ------- | ------------------- | ----- | ------ |
| 9       | Serena Williams     | 3.935 | 8      |
| 11      | Johanna Konta       | 2.879 | 16     |
| 16      | Markéta Vondroušová | 2.390 | 9      |
| 17      | Angelique Kerber    | 2.276 | 20     |
| 21      | Amanda Anisimova    | 1.794 | 15     |
| 23      | Sloane Stephens     | 1.738 | 19     |
| 25      | Anett Kontaveit     | 1.675 | 17     |
| 28      | Julia Görges        | 1.610 | 21     |
| 29      | Wang Qiang          | 1.563 | 20     |

### Doppio
| Seeding | Giocatrici                         | Ranking |
| ------- | ---------------------------------- | ------- |
| 1       | Duan Yingying / Yang Zhaoxuan      | 58      |
| 2       | Lyudmyla Kichenok / Andreja Klepač | 66      |
| 3       | Darija Jurak / Alicja Rosolska     | 67      |
| 4       | Oksana Kalashnikova / Sofia Kenin  | 99      |
| 5       | Jiang Xinyu / Tang Qianhui         | [WC]    |
| 6       | Wang Xinyu / Zhu Lin               | [WC]    |

* Ranking al 21 ottobre 2019.

## Campionesse

### Singolare
Aryna Sabalenka ha sconfitto in finale  Kiki Bertens con il punteggio di 6-4, 6-2.

### Doppio
Lyudmyla Kichenok /  Andreja Klepač hanno sconfitto in finale  Duan Yingying /  Yang Zhaoxuan con il punteggio di 6-3, 6-3.